# Salpis gentilii
Salpis gentilii är en fjärilsart som beskrevs av Frederick H. Rindge 1973. Salpis gentilii ingår i släktet Salpis och familjen mätare. Inga underarter finns listade.